# Medaille van Poesjkin
De Medaille van Poesjkin (Russisch: "Медаль Пушкина", Medal Poesjkina) werd op 9 mei 1999 ingesteld door de Russische Federatie. De medaille wordt uitgereikt voor verdiensten voor kunst, wetenschap en onderwijs en is genoemd naar de schrijver Aleksandr Poesjkin.
Het statuut spreekt van verdiensten op allerlei vlak, maar noemt een termijn van 20 jaar waarin men zich verdienstelijk gemaakt moet hebben voor kunst, cultuur, onderwijs, humaniora en literatuur. Ook grote bijdragen voor het behoud van het erfgoed, het bijeen brengen van nationale culturen en volkeren, en het creëren van kunstwerken van hoge artistieke waarde worden genoemd.
De medaille werd tot 2012 spaarzaam toegekend. Er waren in de jaren tot 2012 niet meer dan 678 benoemingen waarvan een aantal aan bevriende staatshoofden. De medaille werd aan onderdanen van 59 landen waaronder België uitgereikt. Men kan deze medaille meerdere malen ontvangen.
Op de voorzijde van de zilveren medaille is Poesjkin afgebeeld. De keerzijde toont zijn handtekening. Daaronder is ruimte voor een serienummer.
De medaille heeft een diameter van 32 millimeter en hangt aan een vijfhoekig opgemaakt blauw lint met rechts van het midden een gele streep.
Hoogste eretitels van de Russische Federatie

Held van de Russische Federatie ·
Held van de Arbeid

Orden van de Russische Federatie

Sint-Andreas de Eerstgeroepene ·
Sint-George ·
Verdienste voor het Vaderland ·
Heilige Catharina de Grote Martelares ·
Alexander Nevski ·
Soevorov ·
Oesjakov ·
Zjoekov ·
Koetoezov ·
Nachimov ·
 Dapperheid ·
Militaire Verdienste ·
Maritieme Verdienste ·
Eer ·
Vriendschap ·
Roem van het Ouderschap

Onderscheidingstekens van de Russische Federatie

Sint-Georgekruis ·
Onderscheidingsteken voor Goede Daden ·
Onderscheidingsteken voor Onberispelijke Dienst

Medailles van de Russische Federatie

Dienen van het Moederland ·
Moed ·
Soevorov ·
Oesjakov ·
Zjoekov ·
Nesterov ·
Poesjkin ·
Verdedigers van het Vrije Rusland ·
Bewaken van de Openbare Orde ·
Verdedigen van de Grenzen ·
Redden van Stervenden ·
Landbouw ·
Ontwikkeling van spoorwegen ·
Kernenergie-onderzoek ·
Ruimteonderzoek ·
Roem van het Ouderschap

Herinneringsmedailles die tot 2010 staatsonderscheiding waren

50 jaar Overwinning ·
60 jaar Overwinning ·
65 jaar Overwinning ·
300 jaar Russische Marine ·
850 jaar Moskou ·
100 jaar Trans-Siberische Spoorweg ·
Al-Russische volkstelling ·
300 jaar Sint-Petersburg ·
1000 jaar Kazan

Herinneringsmedailles

70 jaar Overwinning

Certificaten van de President van de Russische Federatie

 Erecertificaat ·
Certificaat van Dankbaarheid